# Stöde
Stöde est une localité de la commune de Sundsvall dans le comté de Västernorrland en Suède.
Sa population était de 1 304 habitants en 2019.